# 通货膨胀

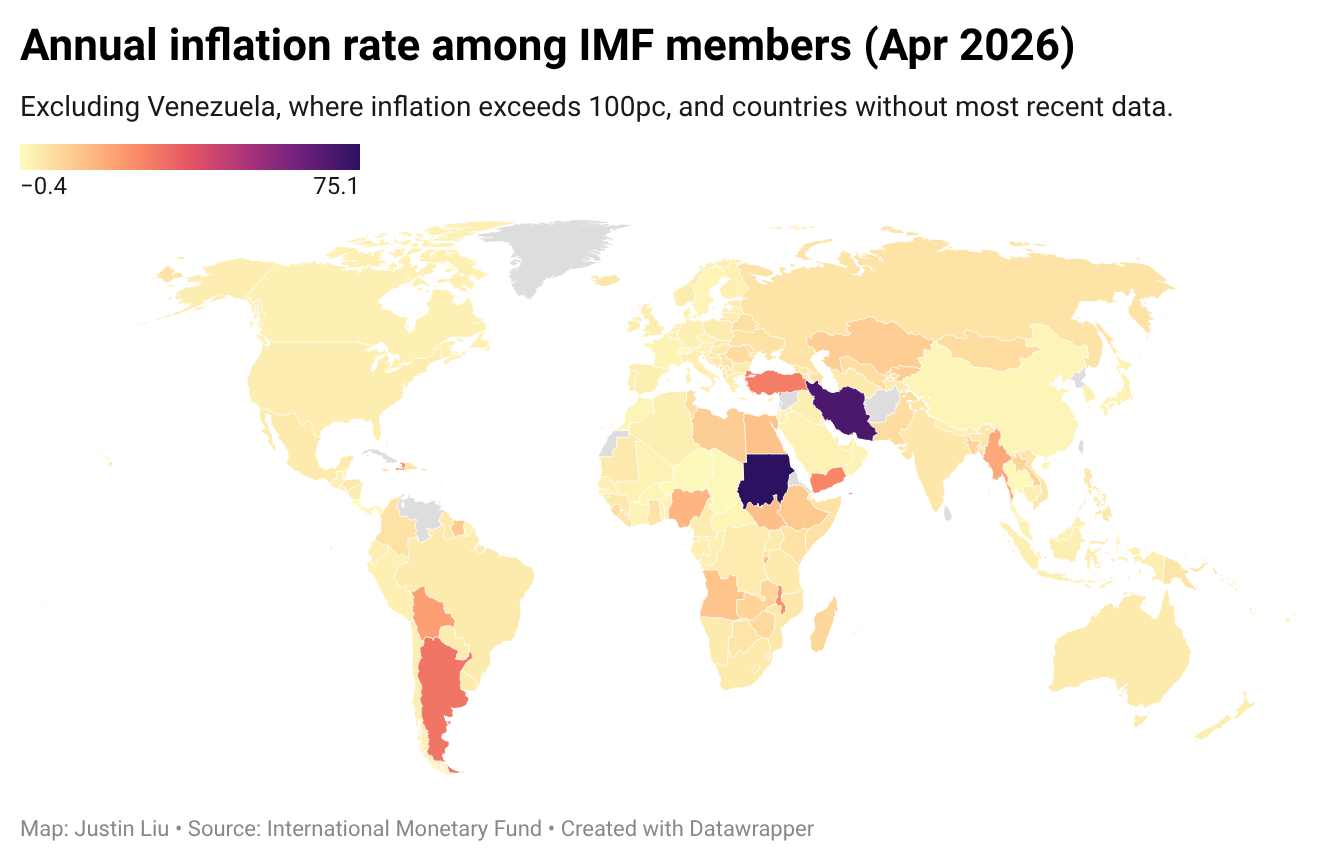
2022年各国的通货膨胀率

通货膨胀（英語：inflation），簡稱，指整體價格或物价水準持續上漲的經濟現象。當整體物价水準上漲，人们的購買力就會減少。相反的是通貨緊縮。
通货膨脹與貨幣貶值不同，整體通貨膨脹為特定經濟體內之貨幣購買力的下降，而貨幣貶值為貨幣在不同經濟體之間相對價值的降低。前者影響此貨幣在國內市場上的價值，而後者影響此貨幣在國際市場上的價值，兩者之相關性為經濟學上的爭議之一。
因為不同物價影響不同人，通貨膨脹有許多不同的衡量方式，最常見的兩種衡量指數有衡量帳面消費者物價的消費者物價指數，以及衡量新出現的財貨及服務的通貨膨脹的GDP平减指数。
主流經濟學家對於通貨膨脹起因的看法可大略分為兩派，「貨幣主義者」相信貨幣是通脹率數值最主要的影響，「凱因斯主義者」相信貨幣、利率和產出間的相互作用才是最主要的影響，凱因斯主義者也傾向除了一般標準消費性商品物價通脹外再另附上生產性商品（資本）通脹。其他理論，例如奧地利經濟學派，相信通膨是中央銀行增加貨幣供給導致。簡單地說，當政府發行了過多貨幣時，貨幣便會貶值，而物價因而上升。
相關概念包括：
- 通貨膨脹減緩（disinflation），意指通脹率的降低。
- 惡性通貨膨脹，意指通脹失去控制急遽增加。
- 停滯性通脹，意指通脹率與失業率同時增加。
- 通貨再膨脹（reflation），意指企圖提高物價以反制來自通貨緊縮的壓力。

在古典政治經濟學，「通貨膨脹」意指增加貨幣供給，通貨緊縮則是減少，增加貨幣供給的目的是為了容納實質GDP的增長。一些學派的經濟學家，通常被歸類為自由意志主義者、古典自由主義者或超保守主義者，仍然採用這種用法。在主流經濟術語這則被稱為擴張性和緊縮性貨幣政策。

## 測量通貨膨脹
通貨膨脹之測量由觀察一經濟體中之大量的勞務所得或物品價格之改變而得，通常是基於由政府所收集的資料，而工會與商業雜誌也做過這樣的調查。物價與勞務所得兩者共同組成物價指數，為整組物品的平均物價水準之測量基準。通貨膨脹率為該項指數的上昇幅度。物價水準量測整體物價，而通貨膨脹是指整體物價的上揚幅度。
對通貨膨脹沒有單獨性的確實量測法，因通貨膨脹值取決於物價指數中各特定物品之價格比重，以及受測經濟區域的範圍。通用的量測法包括：
- 生活指數（CLI，Cost of Living Index）為個人生活所需費用的理論增幅，以消費者物價指數（Consumer Price Indexes）概估之。經濟學家對特定的CPI值應估計為高於或低於CLI值有不同的看法。這是因為CPI值公認具「偏向性」（bias）。CLI可用购买力平价來調整以反應區域性商品與世界物價的廣泛差距。
- 消費者物價指數測量由典型消費者所購物品之價格。在許多工業國家中，該指數的年度性變化百分比為最通用的通貨膨脹曲線報告。該項測量值通常用於薪資報酬談判中，因為雇員希望薪資（名目）能相等或高於消費者物價指數。有時勞資合約中會包含按生活指數調整條款（cost of living escalators），表示名目薪資會隨消費者物價指數的昇高自動調整，其調整之時機通常於通貨膨脹發生之後，幅度較實際通貨膨脹率為低。
- 生產者物價指數測量生產者收購物料的價格，與消費者物價指數於物價津貼、盈利、與稅負上有所不同，導致生產者之所得與消費者之付出產生差距。生產者物價指數反應於消費者物價指數昇高而上昇，具有典型的延遲。雖說其具多樣化的組合，一般相信這種延遲的特性使得根據今日的生產者物價指數通貨膨脹粗估（rough-and-ready）明日的消費者物價指數通貨膨脹成為可能；各種的論述與內容有極重要的不同。
- 躉售物價指數（Wholesale Price Index）測量選擇性貨品之批發價格變化（特別是銷售稅），與PPI極為類似。
- 商品價格指數（Commodity Price Index）測量選擇性商品售價之變化。若使用金本位制，則其所選擇的商品為黃金。美國使用複本位制，其指數包含黃金與白銀兩者。
- GDP平減指數為基於國内生產總值的計算：名目GDP與經通貨膨脹修正後的GDP（即不變價格（constant-price）GDP或實質GDP）兩者間所使用的金錢之比例（參見實質與名目經濟）。這是對價格水準最宏觀測量。本指數也用來計算GDP的組成部分，如個人消費開支。美國聯邦儲備局改用核心個人消費平減指數（personal consumption deflator）及其他平減指數作為制訂“反通胀政策”的參考。
- 个人消费支出价格指数（PCEPI，Personal Consumption Expenditures Price Index）。2000年2月17日，在半年一度的國會金融政策報告（亦即Humphrey-Hawkins報告）中，聯邦公開市場委員會（FOMC，Federal Open Market Committee）聲稱將主要的通貨膨脹測量法自CPI改為連鎖式個人消費開支價格指數。

因為每一種測量法都基於他種測量法，並以固定模式結合在一起，經濟學家經常爭議在各測量法及通貨膨脹模式中是否有偏差存在。例如，Boskin委員會於1995年找出美國勞工部統計局（BLS）所計算出的CPI具有偏差。在對其偏差進行定量分析後，他們認為當年度的通貨膨脹遭過分誇大。因「快樂論」（hedonic）所帶來的科技創新增加與以平價品取代昂貴的商品，兩者都會降低CPI-U的昇高率。另一個例子是在1980年代早期，無人居住的出租單位並不計入CPI-U與CPI-W的租金收入部分；在加計此部分後，通貨膨脹率實際上是極度的受低估，於是在1982年的CPI計算中加入了這項改變。
現存的爭論為應否計入關於快樂論的調整部分，包含人們會在高物價的地區不可企及時搬遷到較便宜的地區。也有人認為指數中的購屋部分極度低估了日常生活費用對房價的衝擊，亦極度低估了醫療費用在退休者的日常費用中的重要性。

## 通貨膨脹在經濟學上的角色
凯恩斯曾经说过一句话：“通过连续的通货膨胀过程，政府可以秘密地、不为人知地没收公民财富的一部分。用这种办法可以任意剥夺人民的财富，在使多数人贫穷的过程中，却使少数人暴富。”
穩定的小幅度通貨膨脹一般会被认为对经济有益。其中一個原因是某些价格難以重新談判降價，特別是對薪資與合約而言更是如此。所以物價若緩步上漲，則相關的價格便較易於調整。有多種物價會抗拒降價（粘性价格）,而倾向于不断上漲。所以试图达到零通貨膨脹（物價維持平準）的做法會导致其他行业的價格、盈利、與雇員數降低。所以，若干公司的執行部門視溫和的通貨膨脹為「潤滑商業巨輪」。追求完完全全的價格穩定會帶來極具毁滅性的通貨緊縮（物價持續降低），將導致破產與經濟衰退，甚至是經濟蕭條。
金融體系視通貨膨脹之「潛在風險」為高於儲蓄累積財富的基本投資誘因。換句話說，通貨膨脹就是市場對金錢的時間價值之措辭。也就是說，因為今天的一元較明年的一元更具價值，所以未來的資本價值在經濟學上有所扣減。此種觀點視通貨膨脹為對未來資本價值的不確定性。
對低階層者而言，通貨膨脹通常會提高由經濟活動之前的貼現所產生的負面影響。通貨膨脹通常導因於政府提高貨幣供給政策。政府對通貨膨脹的所能進行的影響是對停滯的資金課稅。通貨膨脹昇高時，政府提高對停滯的資金的稅負以刺激消費與借支，於提高了資金的流動速度，又增強了通貨膨脹，形成惡性循環。在極端的情形下會形成惡性通貨膨脹：
- 增強不確定性可能會打擊投資與儲蓄。
- 重新分配
  - 从效果上将收入从固定收入者（收入来源于养老金之類）手中重新分配至非固定收入者（收入来源于薪水或投资回报），因为薪水或投资回报会随通货膨胀而上涨。
  - 同樣的，固定金額的放款者，其資產可能會重新分配給貸方（若放款方對通貨膨脹预期不足从而利率偏低）。例如，政府通常是貸方，通貨膨脹使政府实际負債降低,从而會將資金重新分配回政府手中。這種情況有時被稱為通貨膨脹稅。
- 國際貿易：若國內通貨膨脹率較低，遭削減的貿易餘額會破壞固定匯率。
- 鞋底成本：因為現金的價值在通貨膨脹時會萎縮，在通貨膨脹時期人們因此會傾向持有較少的現金。这种行为会导致成本增高，比如去銀行的次数增加。（鞋底成本一詞是句玩笑話，意指因走到銀行而磨損鞋底所產生的成本。）
- 菜單成本：商號須更動於改變產品價格，这导致成本增加。一个例子是餐廳由於改印菜單所增加的成本。
- 惡性通貨膨脹：若通貨膨脹昇高的程度失去控制，會干擾到正常的經濟活動，損害供給能力。

在一經濟體中，會有若干部門編入通貨膨脹指數，而若干部門沒有，通貨膨脹行為會自未編入的部門向編入的部門重新分配。在影響幅度小時，這屬於一種政策性的選擇，不對儲蓄而對變現優先權與手頭資金課稅。若影響超出一定幅度時，則其效應歪曲，成為個人對通貨膨脹的投資，也就是鼓勵對通貨膨脹的預期心理。
因為以上打擊通貨膨脹的理由都高於打擊其預期行為與打擊持有大量資金所需的小幅影響，大部分的中央銀行顧及物價穩定性，都以可見但極低的通貨膨脹為目標。

### 痛苦指數
痛苦指數（Misery index）於1970年代由亞瑟·奧肯發表，代表令人不快的經濟狀況，等於通貨膨脹與失業率之總合。其公式為：痛苦指數 = 通貨膨脹百分比 + 失業率百分比，表示一般大眾對相同昇幅的通貨膨脹率與失業率感受到相同程度的不愉快。現代經濟學家不同意以完全負面的「痛苦」一詞來形容上述通貨膨脹機轉的負面衝擊。實際上，經濟學家中有許多認為公眾對溫和通貨膨脹的成見是來自其相互影響：群眾只記得在高通貨膨脹時期相關的經濟困難狀況。以現代經濟學家的觀點來說，溫和的通貨膨脹是較不重要的經濟問題，可由對抗滞胀（可能由貨幣主義所刺激）來作部分中止。
- 許多經濟學家（特別是在日本）曾鼓吹以較高的通貨膨脹作為經濟衰退的一個解決方案。
- 所有對通貨膨脹的調查都顯示出新古典經濟學派學者與一般大眾對溫和通貨膨脹所造成的損害有岐見：公眾仍然認為其損害劇烈，而財政型經濟學者視其損害為微不足道，許多學者甚至說一點傷害也沒有。

因通貨膨脹具重分配之性質，反對承受通貨膨脹重負的意見落居下風。因為資本利得稅為名目數額，所以通貨膨脹被主張為與「富人稅」一樣重要，而低度通貨膨脹的社會會傾向於財富凝結。

## 金錢幻覺
金錢幻覺又被稱為貨幣幻覺，指的是在通貨膨脹的情況下，人們誤以為自己的財富提升了。舉例來說，當勞工薪水提高2%，但通貨膨脹率為3%（物價上漲3%），此時勞工們依然認為名義上薪資收入提升2%，但實際上薪資削減了1%。經濟家認為貨幣幻覺是心理問題，當人們認為自己獲得的貨幣提高，但卻忽略了通貨膨脹(物價上漲)就會產生貨幣幻覺。

## 通貨膨脹的起因
不同學派對通貨膨脹的起因有不同的學說。

### 货币主义的解释
對於通貨膨脹最廣為人知也最直接的理論是：通貨膨脹導因於貨幣供給率高於經濟成長。此說主張以比較GDP平減指數與貨幣供給增長來作測量，並由中央銀行設定利率來維持貨幣數量。此觀點不同於下述之奧地利學派者在於其著重於貨幣之數量而非實質。在貨幣主義架構下，貨幣的聚集是重點所在。
貨幣數量理論，簡單的說，就是經濟體所耗貨幣總量取決於現存貨幣總量。下列公式創自此說：
{\displaystyle P={\frac {D_{C}}{S_{C}}}}
{\displaystyle P} 為一般消费品物价水平，{\displaystyle D_{C}}為消費品總需求量，而{\displaystyle S_{C}}則為消費品總供給量。公式背後的觀念是：在消費品總供應量對消費品總需求量相對下降，或消費品總需求量對消費品總供應量相對上昇時，一般消費品物價會隨之提高。基於總開銷主要基於現存貨幣總量的觀點，經濟學者們以貨幣總量計算消費品總需求量。於是乎，他們斷定總開銷與消費品總需求量隨著貨幣總量提高。於是相信貨幣數量理論的學者們同樣也相信物價上漲的唯一原因就是經濟成長（表示消費品總需求量正提高），以及央行因之以貨幣政策提高現存貨幣總量。
以此觀點來說，通貨膨脹的最根本原因是貨幣供給量多於需求量，於是「通貨膨脹是一定會到處發生的貨幣現象」，米尔顿·弗里德曼如是說。意指通貨膨脹的控制有賴於貨幣上與財政上的限制。政府不可令借支過於容易，其自身亦不可超額貸款。此觀點著重於中央政府預算赤字與利率，以及經濟生產力，也就是由生產成本（總供應）所推動的通貨膨脹（Cost - Pull Inflation）。
所以，通貨膨脹就是指有錢人增加了。因為購物速度比製造速度快時，引起物價上漲，但是物價不是無限大上漲，而是物價上漲在超過某值時會發生購物速度下降。當購物速度下降時就是貧窮戶多於有錢户。當購物速度下降時，學者特別的指出是通貨膨脹的逆流，等於是有錢人的逆流回到貧窮人了。

### 新凯恩斯主义
依新凯恩斯主义，通货膨胀有三種主要的形式，為Robert J. Gordon所說的"三角模型"之一部分:
- 需求拉动通胀 - 通货膨胀發生於因GDP所產生的高需求與低失業，又稱菲利普斯曲线型通货膨胀。
- 成本推动通胀 - 今稱「供給震盪型通货膨胀」（supply shock inflation），發生於油價突然提高時。
- 固有型通货膨胀（Built-in inflation） - 因合理預期所引起，通常與价格/工资螺旋有關。工人希望持續提高薪資，其費用傳遞至產品成本與價格，形成惡性循環。固有型通货膨胀反應已發生的事件，被視為殘留型通货膨胀，又稱「慣性通货膨胀」，甚至是「結構性通货膨胀」。

這三型的通货膨胀可隨時合併解釋現行的通货膨胀率。然而，大多時前兩種型態的通货膨胀（及其實際的通货膨胀率）會影響固有型通货膨胀的大小：持續性的高（或低）通货膨胀帶動提高（或降低）固有型通货膨胀。
三角模型中有兩項基本元素：沿著菲利普斯曲线移動，如低失业率刺激昇高通货膨胀；以及轉移其曲線，如通货膨胀昇高或降低對失業率的影響。

#### 菲利普斯曲线通货膨胀說
需求帶動理論主要集中於货币供給：通货膨胀可由流通中的货币數量與經濟供應力（其潛在輸出）相關。這點在政府（可能於對外戰爭或內戰期間）印行超額的货币引起金融危機時特別鮮明，有時會導致惡性通货膨胀使得物價飛漲（或達每月上漲一倍的程度）。
货币供給在程度溫和的通货膨胀中也扮演主要角色，但其重要性有爭議。货币主義經濟學家相信其具強力連結；相反地，凯恩斯主义經濟學者強調總體需求在其中的角色，而货币供給僅只是總體需求的決定性因素。
凯恩斯主义解釋法的基本觀念為通货膨胀與失業率之間的關係，稱之為菲利普斯曲线模型。此模型在物價穩定度與失業率之間权衡（trade off）；故為將失業率降至最低，可允許一定程度的通货膨胀。菲利普斯曲线模型極佳的描述出美國在1960年代的經歷，但不足以詮釋其於1970年代所遭遇到的通货膨胀昇高與經濟停滯結合。現今菲利普斯曲线用以關聯薪資總額增長與一般性通货膨胀的關係而非失業率與通货膨胀率。

#### 菲利普斯曲线之位移
因為供給震盪與通货膨胀已成為經濟活動的固定因素，當代整體經濟使用「位移」過的菲利普斯曲线（以及物價穩定度與失業率之間的取捨平衡）來描述通货膨胀。供給震盪意指1970年代的油價震盪，而固有型的通货膨胀意指物價/薪資循環與通货膨胀預期，表示在正常經濟情況下容忍通货膨胀。因此，菲利普斯曲线僅代表三角模式中的需求拉动通胀。
另一個凯恩斯主义的觀點為潛在產出（有時稱為國內生產總值）－也就是達到最高生產力的狀況下經濟體之GDP水準－為習慣性且固有的限制。此種輸出標準對應於NAIRU－固有失业率、自然失业率或全職性的失業率。在如此架構下，固有型通货膨胀率為內因性地取決於經濟體內的勞動量：
- GDP超出其潛在水準（且失業率低於NAIRU）時。該理論指出，在其他條件相等時，通货膨胀隨著供應者提高價格而加劇，且固有型通货膨胀會更惡化。進一步將導致菲利普斯曲线朝著高通胀與高失業擺向滞胀。這種"加速型通货膨胀"曾見於1960年代的美國，當時越戰的開銷（由小額加稅抵消）在數年間將失業率壓低在百分之四以下。
- GDP低於其潛在水準（且失業率高於NAIRU），而其他條件相等時，通货膨胀隨著供應者企圖降價，讓市場消化超額數量，並低估固有型通货膨胀而減低；即阻止通货膨胀。將導致菲利普斯曲线朝著低通胀與低失業擺向期望的方向。阻止通货膨胀曾見於1980年代的美國，當時美联储主席保羅·沃爾克的抗通胀措施帶來數年的高失業率，其中兩年曾高達百分之十。
- GDP相等於其潛在水準（且失業率也等於NAIRU）時，只要沒有供給震盪，通货膨胀率即不變。長期說來，大多數的新凯恩斯總體經濟學者視菲利普斯曲线為垂直。也就是說，若通货膨胀率高到可以壓過失業率的情況下，失業率為其前提，且等相於NAIRU。

然而，以該理論作為政策制訂的標的存在缺陷。潛在產出（以及NAIRU）的數量通常為未知，且會隨時間改變。另外，通货膨胀率的發生並不對稱，上昇的速度較下降為快；更糟的是還趨向隨政策而變。例如說，在撒切尔首相主政時期，失業者發覺自己處於結構性失業，也就是無法在不列顛經濟體內找到適才適所的就業機會，當時英國的高失業率可能提高了NAIRU（且潛力降低）。在一經濟體避免跨越高通货膨胀的門坎時，结构性失业率的提高暗示著只有小量的人力可在NAIRU中找到就業機會。
若假定NAIRU與潛在產出兩者皆具獨特性且迅速達成，則絕大多數的非凯恩斯主义的通货膨胀理論可理解為包含於新凯恩斯主义的觀點中。當"供給面"固定時，通货膨胀取決於總體需求（aggregate demand）。固定供給面也暗示著公私機構的開銷定然相互衝突。故政府的赤字開支會對私營機構產生排擠效果，而對就業水準並無影響。也就是說，資金供給與金融政策為唯一可影響通货膨胀者。

### 供給面學說
供給面經濟學說假定通貨膨脹一定由資金供給過剩與資金需求不足所引起。對這兩個因素而言，資金數量純粹只是標的物。於是，歐洲於中世紀的黑死病流行期間所發生的通貨膨脹，可視為因資金需求降低所引起；而1970年代的通貨膨脹可歸因於美國脫離布雷顿森林体系所訂定的金本位後所產生的資金供給過剩。供给学派假定，資金供給與需求同時提高時，不會導致通貨膨脹。
供給面經濟學說所闡述的一個要素，稱美國1980年代由低稅負所引領的經濟擴張為結束高通貨膨脹的手段。其論點在經濟擴張提高對基本資金的需求，且此種作法抵銷通貨膨脹的影響。經濟擴張可視為經常性的帶來對資金的高需求，且其他條件等同於提高資金數量。在國際貨幣市場中，此種政策無可置辯。供給面經濟學說主張，經濟擴張不僅提高國內對資金的評價，也會提高國際上的評價。

## 通貨膨脹與經濟泡沫
歷史上著名的泡沫經濟案例，鬱金香狂熱，在1630年代的荷蘭，鬱金香的價格，從1636年12月到1637年2月的三個月內價格快速通貨膨脹飆升了12倍。1637年5月，泡沫破滅，價格暴跌。在美國2000年到2006年房屋價格幾乎翻了一番，房市價格快速膨脹上升，到2008年時引起了金融海嘯、房市泡沫化。這種快速的通貨膨脹伴隨著價值的快速下降或收縮，被稱為經濟泡沫化。

## 反通货膨胀
國家中央銀行，如聯準會，可經由設定利率及其他货币政策來有力地影響通貨膨脹率。高利率（及資金需求成長遲緩）為央行反通胀的典型手法，以降低就業及生產來抑制物價上漲。
然而，不同國家的央行對控制通貨膨脹有不同的觀點。例如說，有些央行密切注意對稱性通貨膨脹目標，而有些僅在通貨膨脹率過高時加以控制。歐洲中央銀行因在面對高失業率時採行後者而受指責。
货币主义者著重經由金融政策以降低資金供給來提高利率；凯恩斯主义者則著重於經由增稅或降低政府開支等財政手段來普遍性的降低需求。其對金融政策的解釋部分來自罗伯特·索罗對日用品價格上漲所作的研究成果。供給学派所主張的抵抗通貨膨脹方法為：固定貨幣與黃金等固定參考物的兌換率，或降低浮動貨幣結構中的边际税率以鼓勵形成資本。所有這些政策可透過公开市场操作達成。
另一種方法為直接控制薪資與物價（參見工資議價，incomes policies）。美國在1970年代早期，尼克森主政下，曾試驗過這種方法。其中一個主要的问题是，這些政策與刺激需求面同時實施。故供給面的限制（控制手段、潛在產出）與需求增長產生衝突。經濟學家一般視物價控制為不良作法，因其助長短缺、降低生產品質，從而扭曲經濟運行。然而，若能避免因經濟嚴重衰退導致成本昇高，或在抵抗戰時通貨膨脹的情形下，這樣的代價或許值得。
實際上，物价控制可能因抵抗通貨膨脹而使經濟衰退更具影響力（因降低需求而提高失業率），而經濟衰退可在需求高漲時防止物價因控制產生歪曲。